# Diario de Burgos
El Diario de Burgos es un periódico español matutino, diario y de pago, cuyo ámbito de difusión corresponde a la provincia de Burgos en la comunidad autónoma de Castilla y León. Además de una edición para Burgos, el periódico cuenta con dos ediciones, una para la ciudad de Aranda de Duero (ciudad y comarca) y otra para Miranda de Ebro. Además, cuenta con pequeñas delegaciones en las comarcas de Bureba y Merindades, que completan la información provincial con secciones propias cada día.

## Historia
El miércoles, 1 de abril de 1891 salió a la calle el ejemplar n.º 1 en la ciudad de Burgos, inicialmente como diario de la tarde, sin publicación dominical, convirtiéndose en rotativo matutino más tarde. Siendo sus promotores y fundadores, el abogado, escritor y periodista burgalés Juan Albarellos Berroeta, nombrado redactor Jefe, y Juan García Rubio, secretario de Sala de la Audiencia de Burgos, que en 1892 se desvinculó del diario, convirtiéndose Juan Albarellos en el único propietario, además de editor y director de la publicación que lo dirigió hasta su fallecimiento en 1922. Durante los quince primeros años, Félix García Carrasco fue su gerente. Al fallecimiento del fundador, le sucede su hermano, Ignacio Albarellos Berroeta, Ingeniero industrial y teniente coronel de Artillería, en la dirección y propiedad, ocupando el cargo de director hasta 1942.
El primer número costaba 5 céntimos de peseta y su cabecera se noticiaba como Diario de Burgos, de avisos y noticias.
La primera rotativa de impresión era una vieja máquina de origen francés (1860-1870) marca "Marinoni" movida manualmente, dos personas se necesitan para su correcto funcionamiento, una que acciona el volante y la otra alcanza y arrima las hojas de papel para que imprima, que se instaló en un chalet de la Avenida de la Isla n.º 1, en donde se ubicaba la Imprenta, Redacción y Administración, dos tipógrafos venidos de Madrid y dos escribientes sin sueldo fueron sus primeros recursos, realizando las primeras tiradas de unos trescientos ejemplares en formato A1. Su primer despliegue informativo de relevancia fue con motivo del choque de dos trenes en Quintanilleja (municipio de Villangómez).
El 7 de noviembre de 1892, las oficinas del periódico se trasladan de la calle la Isla n.º 1, a la calle Almirante Bonifaz, 7 y 9 (teléfono 165). Las instalaciones y el domicilio social se reubicaron años más tarde en la calle de Vitoria n.º 16 (hoy, 13, bajo). Posteriormente la sede se ubicó a la calle San Pedro de Cardeña, hasta que en el año 2004 todos los medios del grupo Promecal se unificaron en un edificio situado en la avenida de Castilla y León 62, donde permanece en la actualidad. 
En cuanto a la maquetación, propia de un órgano periodísticos de provincias, era de una precariedad y sencillez incuestionable, se aprecia la ausencia de separación entre secciones, y la falta evidente de grabados, dibujos y fotografías, que no se incorporan hasta 1933, y de forma discontinua. A partir del 2 de junio de 1940, el periódico cambia de formato, pasado del tipo grande, de sábana (como se conoce en el argot periodístico) al de tipo tabloide, pero de 6 columnas y no de 7 como los formatos mayores asabanados.
Durante el periodo de la Segunda República fue uno de los principales periódicos conservadores burgaleses —junto al tradicionalista El Castellano—. Es durante esta época cuando el célebre fotógrafo burgalés Federico Vélez González, conocido como "Fede", desarrolla su actividad fotográfica.
El 15 de agosto de 1963 se procede a inaugurar la nueva rotativa en un solemne acto con asistencia de las primeras autoridades burgalesas y el director general de Prensa, Manuel Jiménez Quílez, en representación de ministro de Información y Turismo, bendiciendo las instalaciones el obispo vicario capitular, Demetrio Mansilla Reoyo.
Desde marzo de 1942 y hasta su fallecimiento en 1978 ocupa la dirección editorial del periódico Esteban Sáez Alvarado, y Ángel León Goyri (hermano de la poetisa María Teresa León) la gerencia y dirección administrativa, sucediéndole su hijo Ángel León Albarellos. Sucede a Esteban, Andrés Ruiz que fuera redactor Jefe y director de la Hoja del Lunes. Desde 1978 Andrés Ruiz Valderrama, y durante el centenario es director Vicente Ruiz de Mencía y como gerente Javier Gutiérrez. A Ruiz de Mencía le sucede Antonio Mencía, que había sido subdirector del periódico además de director del Diario Palentino y La Estafeta de Navarra, de donde llega de nuevo al Diario de Burgos. El 1 de enero de 2010 toma posesión del cargo como director el periodista Raúl Briongos Velasco, quien ocupaba el puesto de redactor jefe. A finales de 2019, Briongos deja la dirección del periódico para incorporarse a la jefatura de informativos de Radio Televisión Castilla y León, en la que la empresa editora, Promecal, es copropietaria. Le sustituye en el cargo Álvaro Melcón Palacios, que hasta ese momento había ocupado el cargo de jefe de fin de semana. A Diario de Burgos aterriza como subdirector Óscar Gálvez y la estructura informativa cambia ligeramente.
La propiedad del medio permaneció durante un siglo en manos de la familia del fundador, que en 1991 lo vendió al empresario Antonio Méndez Pozo, actual director del grupo Promecal (Promotora de Medios de Castilla y León), al que pertenece el Diario de Burgos entre otros medios de comunicación. En la actualidad, Diario de Burgos, que cuenta con una plantilla de medio centenar de profesionales, sigue siendo el diario de referencia en la provincia, tanto en papel como en digital.

## Directores y columnistas

### Directores
- Juan Albarellos (1891-1922)
- Ignacio Albarellos (1922-1942)
- Esteban Sáez Alvarado (1942-1978)
- Andrés Ruiz Valderrama (1978-1984)
- Vicente Ruiz de Mencía (1984-2005)
- Antonio José Mencía (2005-2009)
- Raúl Briongos (2009-2019)[15]
- Álvaro Melcón (desde 2019)[1]

Entre los numerosos escritores locales que han colaborado en sus páginas se encuentra Benito M. Andrade, que trataba temas políticos, literatos como María Teresa León, Juan Ruiz Peña, Tino Barriuso, Óscar Esquivias, Jorge Villalmanzo, historiadores como Anselmo Salvá y Pérez, Ismael García Rámila, Fray Valentín de la Cruz y Alberto C. Ibáñez, artistas como Próspero García-Gallardo, políticos como Juan José Laborda, filósofos como Ilia Galán y columnistas como Luis Ángel de la Viuda o Fernando González Urbaneja.

## Plaza con su nombre en la ciudad de Burgos
En 2015, la Junta de Gobierno del Ayuntamiento de Burgos decidió nombrar como «Diario de Burgos» una glorieta situada en la confluencia del Paseo de Laserna y la avenida del Conde de Guadalhorce.

## Premio de Poesía Joven Tino Barriuso
En recuerdo del poeta Tino Barriuso, colaborador habitual del periódico, Diario de Burgos fundó y patrocinó en 2018 un premio de Poesía Joven, destinado a autores menores de 25 años. El primer ganador, dado a conocer en 2019, fue Rodrigo García Marina con su obra Edad; en 2020 el vencedor fue Juan Gallego Benot con su primer libro Oración en el huerto.